# Ісраель Фінкельштейн
Ісраель Фінкельштейн (івр. ישראל פינקלשטיין; нар. 29 березня 1949, Тель-Авів, Ізраїль) — директор археологічного інституту Тель-Авівського університету. Читав лекції в Гарвардському університеті в Чикаго та в паризькій Сорбонні, належить до видатних археологів Ізраїля. З 1992 року разом з Давідом Усішкіним керує розкопками стародавнього міста Мегіддо.

## Життя і наукова праця
Ісраель Фінкельштейн вивчав археологію в Тель-Авівському університеті з 1970 по 1978 рік. Він був керівником розкопок Ізбет-Царта, поселення ранньої залізної доби поблизу Тель-Афека, яке ототожнюють з біблійним Евен-Езер — твердження, яке залишається суперечливим серед археологів. У 1983 році науковець захистив докторську дисертацію про розкопки Ізбет-Царта («Розкопки Ізбет-Царта та поселення ізраїльтян у країні пагорбів»). Будучи керівником розкопок, він, серед іншого, займався розкопками решток візантійського монастиря на Південному Синаї, біблійного міста Тель-Бней-Брак, розкопаками у Південній Самарії та в Шіло.

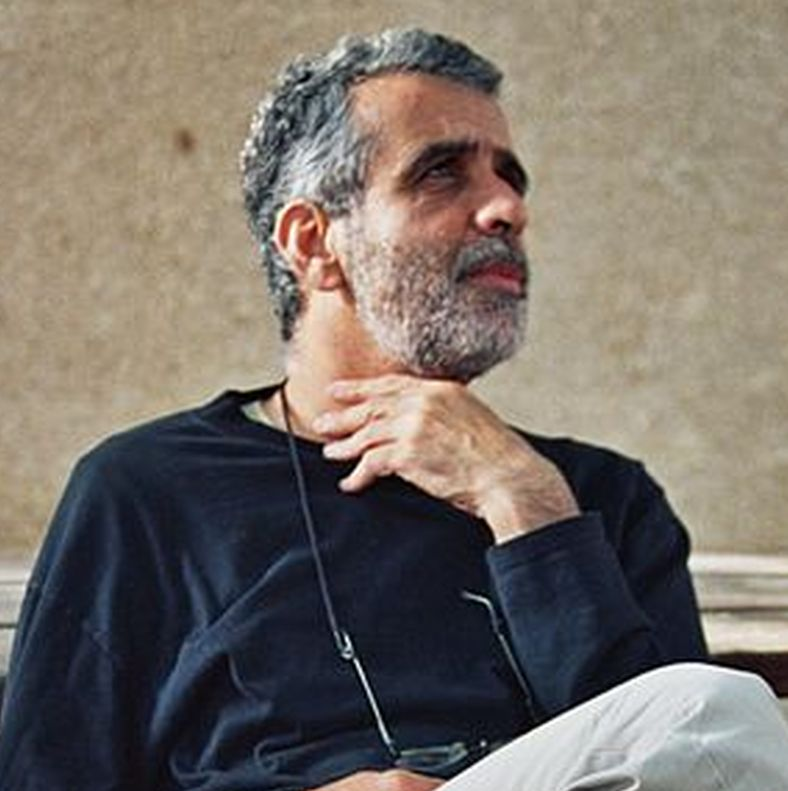
Ізраель Фінкельштейн (2007)

У своїх наукових працях і публікаціях Фінкельштейн подає результати археологічних розкопок Палестини в бронзову та залізну доби, на основі яких він робить глибокі висновки про єврейську історію античності. Теорія Фінкельштейна значною мірою суперечить традиційній історіографії, заснованій на Старому Завіті. Книга «Розкопана Біблія: Нове бачення археології Стародавнього Ізраїлю та походження його священних текстів», яка викликала фурор, пропонує нову хронологію залізної доби у Східному Середземномор'ї та характеризується критичним переглядом старих досліджень, в яких Фінкельштейн дотримується позиції, що неупереджена інтерпретація археологічних знахідок спростовує значні частини історичних переказів Старого Завіту.
Відповідно до досліджень Фінкельштейна і тез в «Низькій хронології», Давид і Соломон все ще жили в першій залізній добі, у якій домінували сільські поселення; це спростовує основи гіпотези про велике Давидово-Соломонове Ізраїльське царство. Фінкельштейн бачить лише підставу для біблійного опису такої великої імперії в царстві Єровоама II, який, за його словами, тимчасово зробив Північно-Ізраїльське царство основною регіональною політичною силою.
Розкопки Ісраель Фінкельштейна у 2019 році належать до десятки відкриттів біблійної археології 2019 року. За твердженням науковця містечко Кір'ят-Єарім відповідає Емаусу. Перший часто згадується у Старому Заповіті, де утримувався Ковчег Заповіту (1 Сам 7:11–2). Емаус згадується в Євангелії від Луки (Лк 24:13–34), куди Ісус прямував з двома учнями. Місто знаходилося за 60 римських стадій від Єрусалиму, що відповідає відстані в 11 кілометрів. Фінкельштейн запропонував позначити місто Кір'ят-Єарім як нове місцезнаходження Емаусу, підкріплюючи цю версію укріпленнями елліністичного періоду, які були розкопані в Кір'ят-Єарімі. Окрім того, Кір'ят-Єарім знаходиться на відстані 11 кілометрів від Єрусалиму.

## Публікації (вибірково)
- Sinai in Antiquity, Tel Aviv 1980 (ed., with Zeev Meshel, Hebrew)
- The Archaeology of the Israelite Settlement, Jerusalem 1988, ISBN 965-221-007-2
- Archaeological Survey of the Hill Country of Benjamin, Jerusalem 1993, ISBN 965-406-007-8 (ed., with Yitzhak Magen)
- From Nomadism to Monarchy: Archaeological and Historical Aspects of Early Israel, Jerusalem 1994, ISBN 965-217-117-4 (ed., with Nadav Na'aman)
- Living on the Fringe: The Archaeology and History of the Negev, Sinai and Neighbouring Regions in the Bronze and Iron Ages, Sheffield 1995, ISBN 1-85075-555-8
- The Bible Unearthed: Archaeology's New Vision of Ancient Israel and the Origin of Its Sacred Texts, New York 2001 ISBN 0-684-86912-8 (with Neil Asher Silberman). Translated to 12 languages.
- David and Solomon: In Search of the Bible's Sacred Kings and the Roots of the Western Tradition, New York 2006, ISBN 0-7432-4362-5 (with Neil Asher Silberman). Translated to six languages.
- The Quest for the Historical Israel: Debating Archeology and the History of Early Israel, Atlanta 2007, ISBN 978-1-58983-277-0 (with Amihai Mazar)
- Un archéologue au pays de la Bible, Paris 2008, ISBN 978-2-227-47521-2
- The Forgotten Kingdom. The Archaeology and History of Northern Israel, Atlanta 2013, ISBN 978-1-58983-910-6. Translated to four languages.
- Hasmonean Realities behind Ezra, Nehemiah and Chronicles, Atlanta 2018.
- Co-editor of three festschrifts — for Nadav Na'aman, David Ussishkin and Benjamin Sass.

## Нагороди та відзнаки
- 2015: член Ізраїльської академії природничих і гуманітарних наук
- 2019: Іноземний член Академії написів та витонченої літератури
- Почесний доктор Лозаннського університету
- Кавалер Ордену Мистецтв та літератури

## Вебпосилання
- Бібліографія. Ісраель Фінкельштейн // Німецька національна бібліотека
- Вебсайт Фінкельштейна [Архівовано 27 грудня 2012 у Wayback Machine.]
- Резюме [Архівовано 14 грудня 2021 у Wayback Machine.] на сайті Ізраїльської академії природничих і гуманітарних наук (з посиланням на резюме)